# Józef Antoni Michałowski
Józef Antoni Michałowski herbu Jasieńczyk (zm. przed 9 lutego 1743 roku) – chorąży krakowski w 1735 roku, podstoli krakowski w latach 1720–1735, stolnik różański, podstarosta i sędzia grodzki krakowski w latach 1720-1741.
Był konsyliarzem powiatu krakowskiego w konfederacji zawiązanej dla obrony Stanisława Leszczyńskiego w 1733 roku.